# کائورو آداچی
کائورو آداچی (انگلیسی: Kaoru Adachi؛ زادهٔ ۲۷ ژانویهٔ ۱۹۵۶) کارگردان فیلم، تهیه‌کننده فیلم، و کارگردان (ابهام‌زدایی) اهل ژاپن است.